# El Gora Airport
El Gora Airport är en flygplats i Egypten. Den ligger i guvernementet Sina ash-Shamaliyya, i den nordöstra delen av landet, 300 km öster om huvudstaden Kairo. El Gora Airport ligger 95 meter över havet.
Terrängen runt El Gora Airport är platt. Runt El Gora Airport är det ganska tätbefolkat, med 70 invånare per kvadratkilometer. Trakten runt El Gora Airport är ofruktbar med lite eller ingen växtlighet.